# Élections sénatoriales de 2023 dans les Landes
Les élections sénatoriales de 2023 dans les Landes ont lieu le dimanche 24 septembre 2023. Elles ont pour but d'élire les deux sénateurs représentant le département au Sénat pour un mandat de six années.

## Contexte départemental
Lors des élections sénatoriales de 2017 dans la Landes, deux socialistes ont été élus, Monique Lubin et Éric Kerrouche.
Depuis, tous les effectifs du collège électoral des grands électeurs ont été renouvelés, avec les élections législatives de 2022, les élections régionales de 2021, les élections départementales de 2021 et les élections municipales de 2020.

## Sénateurs sortants
| Sénateur | Sénateur       | Parti | Fonctions lors de l'élection en 2017                          |
| -------- | -------------- | ----- | ------------------------------------------------------------- |
|          | Monique Lubin  | PS    | Conseillère départementale, conseillère municipale d'Hagetmau |
|          | Éric Kerrouche | PS    | Conseiller régional, adjoint au maire de Capbreton            |

## Présentation des candidats et des suppléants
Les nouveaux représentants sont élus pour une législature de 6 ans au suffrage universel indirect par les 1 209 grands électeurs du département. Dans la Landes, les sénateurs sont élus au scrutin majoritaire plurinominal. Le nombre reste inchangé, deux sénateurs sont à élire.
| T/S | Candidats | Candidats                  | Parti | Principales fonctions                                       |
| --- | --------- | -------------------------- | ----- | ----------------------------------------------------------- |
| T   |           | Claudine Lavielle-Marcadé  | PCF   | Adjointe au maire de Mouscardès                             |
| S   |           | Alain Perret               | PCF   | Adjoint au maire de Tarnos                                  |
|     |           |                            |       |                                                             |
| T   |           | Alain Baché                | PCF   | Conseiller régional, conseiller municipal de Mont-de-Marsan |
| S   |           | Catherine Favard           | PCF   | Conseillère municipale de Saint-Paul-lès-Dax                |
|     |           |                            |       |                                                             |
| T   |           | Monique Lubin              | PS    | Sénatrice sortante, conseillère départementale              |
| S   |           | Régis Gelez                | PS    | Maire de Saint-Vincent-de-Tyrosse                           |
|     |           |                            |       |                                                             |
| T   |           | Éric Kerrouche             | PS    | Sénateur sortant                                            |
| S   |           | Jeanne Coutière            | PS    | Maire de Maillères                                          |
|     |           |                            |       |                                                             |
| T   |           | Jean-Luc Lafenêtre         | RE    | Maire de Maurrin                                            |
| S   |           | Sophie Irrigoyen           | RE    | Maire de Mées                                               |
|     |           |                            |       |                                                             |
| T   |           | Marc Vernier               | LR    | Conseiller municipal de Linxe                               |
| S   |           | Delphine Leblanc           | LR    | Conseillère municipale de Mont-de-Marsan                    |
|     |           |                            |       |                                                             |
| T   |           | Sylvie Franceschini        | RN    | Conseillère municipale à Saint-Gein                         |
| S   |           | Ludovic Biesbrouck         | RN    | Responsable départemental du Rassemblement national         |
|     |           |                            |       |                                                             |
| T   |           | Mickaël Eeckhoudt          | LFI   | Conseiller municipal de Morcenx-la-Nouvelle                 |
| S   |           | Françoise Decan            | LFI   | Ancienne conseillère régionale                              |
|     |           |                            |       |                                                             |
| T   |           | Alain Godot                | EELV  | Adjoint à la mairie de Saint-Paul-lès-Dax                   |
| S   |           | Bernadette Campagne-Ibarcq | EELV  |                                                             |
|     |           |                            |       |                                                             |

## Résultats
|                          | Monique Lubin             | PS                       | SOC                      | 654   | 56,04 |  |  |
|                          | Éric Kerrouche            | PS                       | SOC                      | 621   | 53,21 |  |  |
|                          | Jean-Luc Lafenêtre        | RE                       | DVC                      | 296   | 25,35 |  |  |
|                          | Marc Vernier              | LR                       | LR                       | 218   | 18,68 |  |  |
|                          | Alain Baché               | PCF                      | COM                      | 99    | 8,48  |  |  |
|                          | Claudine Lavielle-Marcadé | PCF                      | COM                      | 88    | 7,54  |  |  |
|                          | Sylvie Franceschini       | RN                       | RN                       | 86    | 7,37  |  |  |
|                          | Alain Godot               | EELV                     | VEC                      | 32    | 2,74  |  |  |
|                          | Mickaël Eeckhoudt         | LFI                      | FI                       | 20    | 1,71  |  |  |
|                          |                           |                          |                          |       |       |  |  |
| Suffrages exprimés       | Suffrages exprimés        | Suffrages exprimés       | Suffrages exprimés       | 1 167 | 98,40 |  |  |
| Votes blancs             | Votes blancs              | Votes blancs             | Votes blancs             | 10    | 0,84  |  |  |
| Votes nuls               | Votes nuls                | Votes nuls               | Votes nuls               | 9     | 0,76  |  |  |
| Total                    | Total                     | Total                    | Total                    | 1 186 | 100   |  |  |
| Abstention               | Abstention                | Abstention               | Abstention               | 22    | 1,82  |  |  |
| Inscrits / participation | Inscrits / participation  | Inscrits / participation | Inscrits / participation | 1 209 | 98,18 |  |  |

## Sénateurs élus
| Sénateur | Sénateur       | Parti |
| -------- | -------------- | ----- |
|          | Monique Lubin  | PS    |
|          | Éric Kerrouche | PS    |